# 鸟羽伏见之战
鸟羽伏见之战是日本近代的一场重要战役，該戰役歷時4天（1868年1月27日到30日），交战双方一方为支持明治天皇親政的新政府军，另一方則是支持德川幕府統治的军队，二方在京都南郊之上的鳥羽（京都市南區）、下鳥羽、竹田、伏見（京都市伏見區）等地區爆發戰役，最後以新政府军的大獲全勝告终，而這場戰爭也标志着戊辰戰爭的開端。

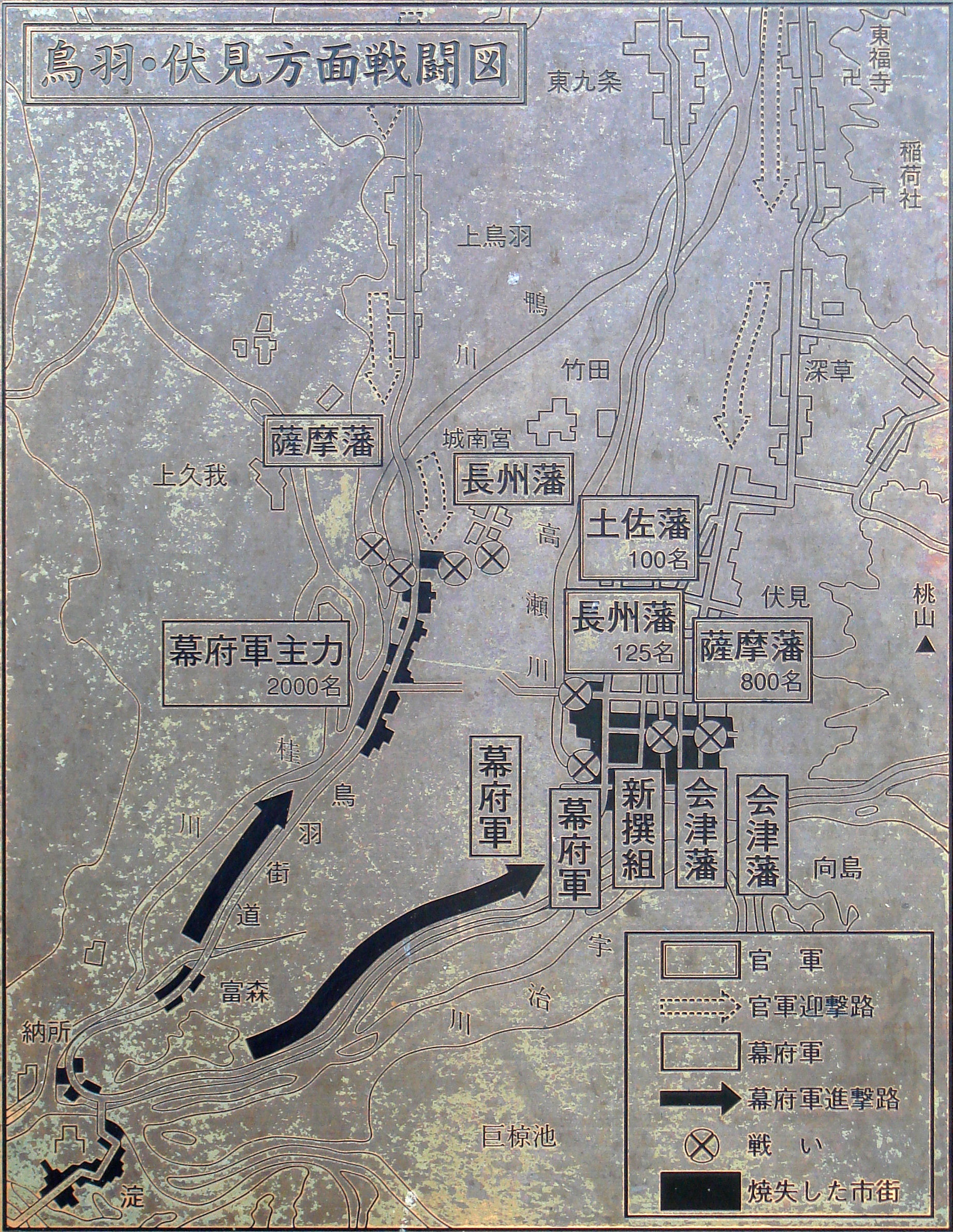
鳥羽伏見之戰兵力迎擊圖，紀念碑

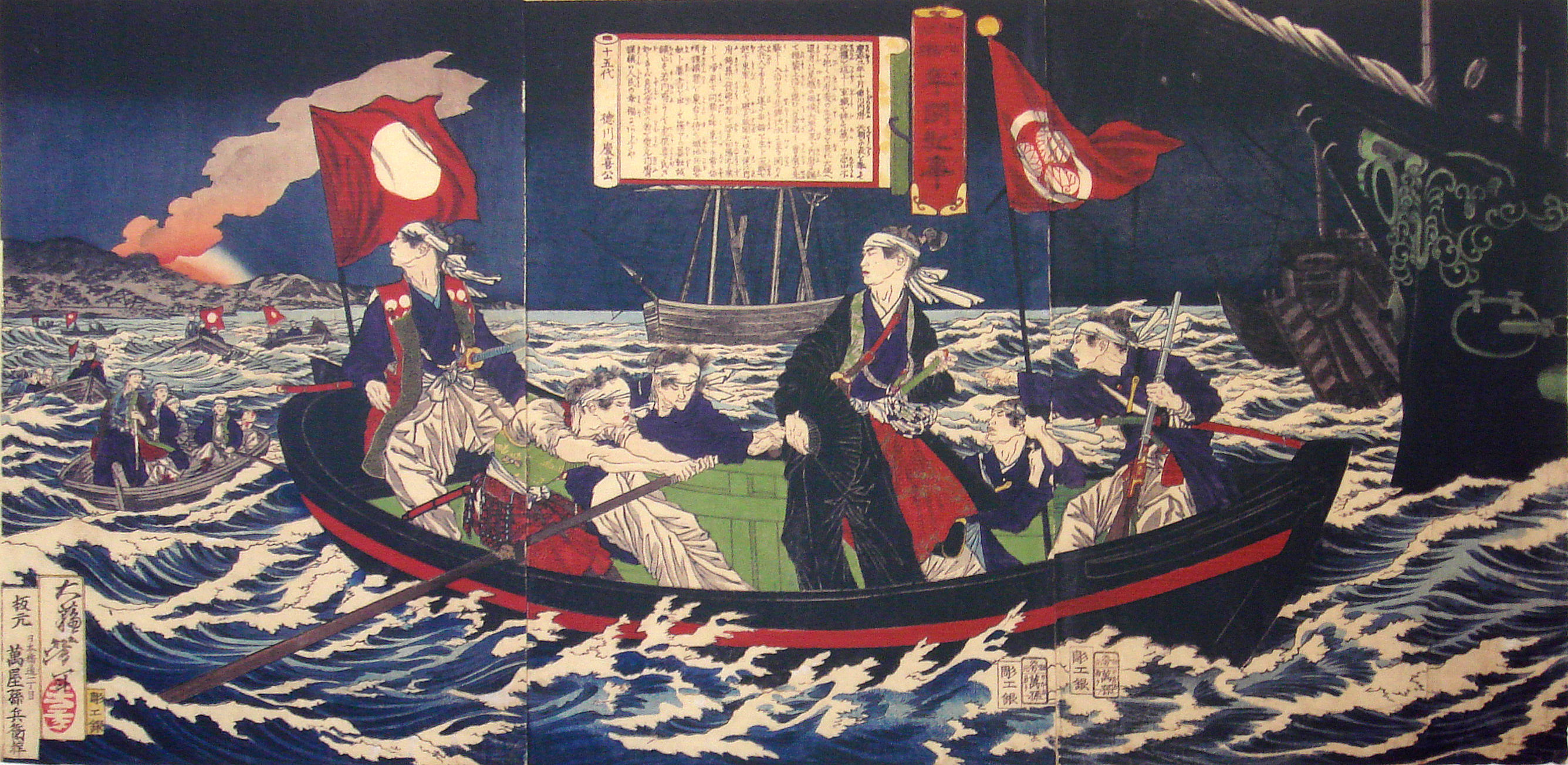
德川慶喜看著著火的居城大阪城，離開逃去江戶

## 經過
1868年1月19日，經過西鄉隆盛的策劃下，200多名庄內藩兵在江戶城針對薩摩藩的藩邸放火，伺機製造騷亂。之後引發江戶城警衛展開了火攻。一週後，德川慶喜向京都進兵，1月27日與新政府軍在鳥羽・伏見（現京都市南區・伏見區）遭遇展開戰鬥。

### 北上
1月26日、旧幕府軍从大坂出发北上京都。其中会津藩兵乘船经淀川北上，并于当日晚间在伏见上陆。其他的部隊则经陆路北上、在淀宿营一夜后，第二天也就是1月27日分两部分分别朝鳥羽街道方向和伏見方向进军。当时伏見奉行所里尚有新選組和一部分步兵部队驻扎，旧幕府到达伏見后，便与该部人马汇合。

### 鸟羽的战斗
1月27日、以京都见回组400名为先头，加上幕府陸軍步兵第一连隊、步兵第五连隊、传习第一大隊、火砲6門，桑名藩兵4個中隊、火砲6門作为先锋部队、旧幕府軍从淀出发北上至鳥羽街道。见回组的指挥官是泷川具举。虽然泷川具举作为向朝廷提呈"讨萨表"的使者而理应没有指挥权，但据信鸟羽街道方向的战斗是由他指挥的。
泷川具举向薩摩守军一侧的代表椎原小弥太与山口仲吾要求通行许可，但萨摩守军以需要询问朝廷为由拒绝了。德川庆喜的个人传记《昔夢会筆記》中写道进行此次交涉的不是泷川而是竹中重固。双方一直推扯，直到傍晚五点左右，泷川下达了“最迟在夕刻即使强行也要入京”的最後通告，对此椎原回答：“我等奉朝命，临机应对以守此地。”于是，旧幕府軍以两列纵队进军以强行突破封锁。椎原、山口向守军下达"放手一博"的命令，薩摩守军吹响战斗号，众人开始朝幕府军齐射。
结果，旧幕府军被萨摩军从正面攻击而措不及防 。 萨摩军又派兵到左右两侧灌木丛中，通过设置陷阱，从正面及左右将旧幕府军牢牢困住。结果，旧幕府军大败溃逃。
薩摩军的炮兵击中旧幕府军的炮兵队列的3门大炮中的一门，引起了巨大的爆炸。泷川具举的坐骑受到惊吓，向队伍后方逃窜，引起了街道上其他的友军更大的混乱而脱离了战场。

在現代武器的使用上，當時幕府軍共配備了94門大砲，比新政府軍的583門大砲少了很多。雙方各向美國購買了一門格林機槍。但由於武器的數量差異，幕府軍最終戰敗。